# Therese Alshammar
Therese Alshammar (Solna, 26 augustus 1977) is een Zweeds voormalig topzwemster, die haar carrière begon op de rugslag maar gaandeweg het accent verlegde naar de vrije slag en de vlinderslag.
Die overstap verliep niet zonder succes, want op de borstcrawl behaalde de sprintster, lange tijd getraind door de Duitse 'kampioenenmaker' Dirk Lange uit Hamburg, haar eerste triomfen; bij de Europese kampioenschappen langebaan (50 meter) in Sevilla (1997) won Alshammar de bronzen medaille op de kortste olympische afstand, de 50 meter vrije slag, in een tijd van 25,78.
Haar eerste titel kwam twee jaar later, bij de Europese kampioenschappen kortebaan (25 meter) in Lissabon, waar ze de titel opeiste op zowel de 50 als de 100 meter vrije slag. Haar tijd was in beide gevallen goed voor een wereldrecord. Olympisch succes bleek een jaar later in Sydney niet voor haar weggelegd, want zowel op de 50 als op de 100 meter vrije slag werd Alshammar verslagen door Inge de Bruijn. Bij de Spelen vier jaar later in Athene kwam ze alleen uit op de 50 meter vrije slag, waar ze als vierde eindigde.
Bij de WK Zwemmen 2007 in Melbourne behaalde ze haar eerste wereldtitel op de langebaan, op het onderdeel 50 meter vlinderslag. In 2005 was ze op het WK in Montreal op dat onderdeel nog als derde geëindigd. Op het WK kortebaan 2006 in Shanghai was ze al wereldkampioen geworden.